# Walt Disney Records
A Walt Disney Records é uma gravadora subsidiária americana da Disney Music Group, que pertence a The Walt Disney Company. A Walt Disney Records é de uma família de Edopropriedade da Walt Disney Company. Há Registros de que Walt Disney, o fundador da Disney, fundou a Walt Disney Records em 1956 com o seguinte nome: Disneyland Records. Ao passar dos anos, as gravações da Disney foram licenciados para fora dos EUA para uma variedade de outros rótulos, tais como (RCA, Decca, Capitol, United Artists e ABC-Paramount Records). Walt Disney era irmão de Roy O. Disney, que sugeriu que a Walt Disney Productions (agora o chamada de Walt Disney Company) formasse a sua própria gravadora. Roy preparou Jimmy Johnson, por muito tempo para se tornar o primeiro funcionário da Walt Disney Records. Para chefiar essa nova divisão - Disneyland Records. A comissão aprovou o seu nome atual em 1989. O rótulo atualmente disponibiliza trilhas sonoras para filmes e outras divisões, bem como álbuns tradicionais. A Hollywood Records é uma gravadora que faz parte da Walt Disney Records. Porém a Hollywood Records produz e distribui álbuns de artistas mais maduros e que geralmente já fizeram parte do cast do Disney Channel, como: Demi Lovato, Jorge Blanco, Miley Cyrus, Selena Gomez & The Scene, Sofia Carson, Tini etc.

No Brasil, foi distribuída inicialmente pela Velas e pela Eldorado de 1993 à 1998, até que a Abril Music ganhou os direitos em 1998 até seu fechamento em 2003, quando essa função passou para a Warner Music Brasil, que distribuiu até 2005, quando a Disney fez um acordo com a Universal Music Brasil, que distribui a Disney Records no Brasil até os dias de hoje.
Em Portugal, a Walt Disney Records era distribuída pela Valentim de Carvalho até 2012, e daí passou a ser distribuída pela Universal Music.
Desde 2018, a Disney Records é distribuída pela Universal Music internacionalmente em todos os territórios, incluindo a Rússia e o Japão, países onde ela era distribuída pela Warner Music e pela Avex, respectivamente.

## História
Jimmy Johnson trouxe Tutti Camarata (músico de renome e fundador da lendária Sunset Records em Hollywood, Califórnia) para chefiar o setor criativo deste novo empreendimento. Tutti era esperto e habilidoso. Ele criou os primeiros Álbuns musicais, que incluiu interpretações de jazz da Disney Standards (Branca de Neve e os Sete Anões, Bambi e Cinderella e álbuns originais com um novo conceito musical e expandiu o formato de trilhas sonoras, incluindo seleções da pontuação, bem como as canções famosas. Tutti teve ligações dentro da indústria da música e também trouxe para o rótulo, canções de artistas como: Mary Martin, Louis Armstrong, Louis Prima, Jerry Colonna, e Phil Harris. Para a criação de seus álbuns, a Walt Disney Records (quando ainda se chamava DisneyLand Records) fundou a Buena Vista Records para os registros musicais (publicações) Disneyland Records.

## Álbuns, artistas
| - Violetta - College 11 - Debby Ryan - Shakira - Tini - China Anne McClain - Connie Talbot - Stefanie Scott - Carlon Jeffery - The McClain Sisters - Laura Marano - Adam Hicks - The Muppets - Ross Lynch - Ralph's World - They Might Be Giants - Imagination Movers - Maia Mitchell - Soy Luna - Bia - Antonello Venditti - Devo 2.0 - Johnny and the Sprites - The Doodlebops - Zendaya - Tini - Bella Thorne - Bridgit Mendler - Lemonade Mouth - Nikka Costa - Violetta - Raven-Symone - Mitchel Musso - Jonas Brothers - Anna Margaret - Hilary Duff - The Cheetah Girls - KSM - Selena Gomez & The Scene - Demi Lovato - Brandon Mychal Smith - Miley Cyrus - Disneymania - Radio Disney Jams - Disney Karaoke Series |